# Confort
Confort ist eine französische Gemeinde mit 676 Einwohnern (Stand: 1. Januar 2022) im Département Ain in der Region Auvergne-Rhône-Alpes. Sie gehört zum Arrondissement Nantua und ist Mitglied im Gemeindeverband Terre Valserhône. Die Bewohner werden Confordiers und Confordières genannt.

## Geographie
Confort liegt auf 550 m über dem Meeresspiegel, etwa fünf Kilometer nördlich der Stadt Bellegarde-sur-Valserine (Luftlinie). Das Dorf erstreckt sich im französischen Jura auf einer Hangschulter im Längstal der Valserine, das sich hier gegen das Rhônetal hin öffnet, über der Mündung der Semine, am Westfuß des Grand Crêt d’Eau.
Die Fläche des 11,66 km² großen Gemeindegebiets umfasst einen Abschnitt des Hochjuras. Die westliche Grenze verläuft entlang der Valserine, die hier in einem rund 100 m in die Umgebung eingeschnittenen Erosionstal (Gorges de la Valserine) von Norden nach Süden fließt. Auf beiden Seiten wird das Tal von steilen, mit Felsbändern durchzogenen Hängen begleitet. Vom Flusslauf erstreckt sich das Gemeindeareal ostwärts auf die flache Hangschulter von Confort. Daran schließt sich der bewaldete Steilhang des Jurakamms an. Das Gebiet reicht auf die Höhe der Montagne du Crêt (1140 m) und auf den breiten Kamm des Grand Crêt d’Eau, auf dessen Gipfel mit 1621 m die höchste Erhebung von Confort erreicht wird. Oberhalb von rund 1400 m befinden sich ausgedehnte Bergweiden. Das Gemeindegebiet von Confort ist Teil des Regionalen Naturparks Haut-Jura (frz.: Parc Naturel Régional du Haut-Jura).
Zu Confort gehören auch der Weiler La Mulaz (560 m) auf der Hangschulter nördlich des Dorfes sowie verschiedene Gehöfte. Nachbargemeinden von Confort sind Chézery-Forens im Norden, Farges und Collonges im Osten, Lancrans im Süden sowie Châtillon-en-Michaille und Montanges im Westen.

## Geschichte
Erstmals urkundlich erwähnt wurde Confort im Jahr 1337 unter dem Namen Castra Balonis et Grandisconfort. Von 1553 ist der heutige Name Confort und von 1650 Grand-Confort überliefert. Der Ortsname geht auf das altfranzösische Wort confort (Hilfe) zurück und bezeichnet einen befestigten Ort, der Schutz gewährte. Schon im 12. Jahrhundert gab es bei Confort eine Landkapelle, die dem heiligen Roland geweiht war und im Mittelalter ein Pilgerziel darstellte. Im 13. Jahrhundert gehörte der Ort zur Herrschaft Thoire-Villars. Confort gehörte zusammen mit Vanchy zur Gemeinde Lancrans, welche sich über den gesamten östlichen Talhang der Valserine bei Bellegarde erstreckte. Erst 1858 wurde der Ort abgetrennt und zur selbständigen Gemeinde erhoben.

### Bevölkerungsentwicklung
| Jahr                       | 1962 | 1968 | 1975 | 1982 | 1990 | 1999 | 2011 | 2020 |
| Einwohner                  | 270  | 349  | 377  | 397  | 449  | 499  | 539  | 685  |
| Quellen: Cassini und INSEE |      |      |      |      |      |      |      |      |

Mit 676 Einwohnern (1. Januar 2022) gehört Confort zu den kleinen Gemeinden des Départements Ain. Nachdem die Einwohnerzahl in der ersten Hälfte des 20. Jahrhunderts abgenommen hatte, wurde seit Beginn der 1960er Jahre wieder ein deutliches Bevölkerungswachstum verzeichnet. Die Ortsbewohner von Confort heißen auf Französisch Confordiers bzw. Confordières.

## Sehenswürdigkeiten

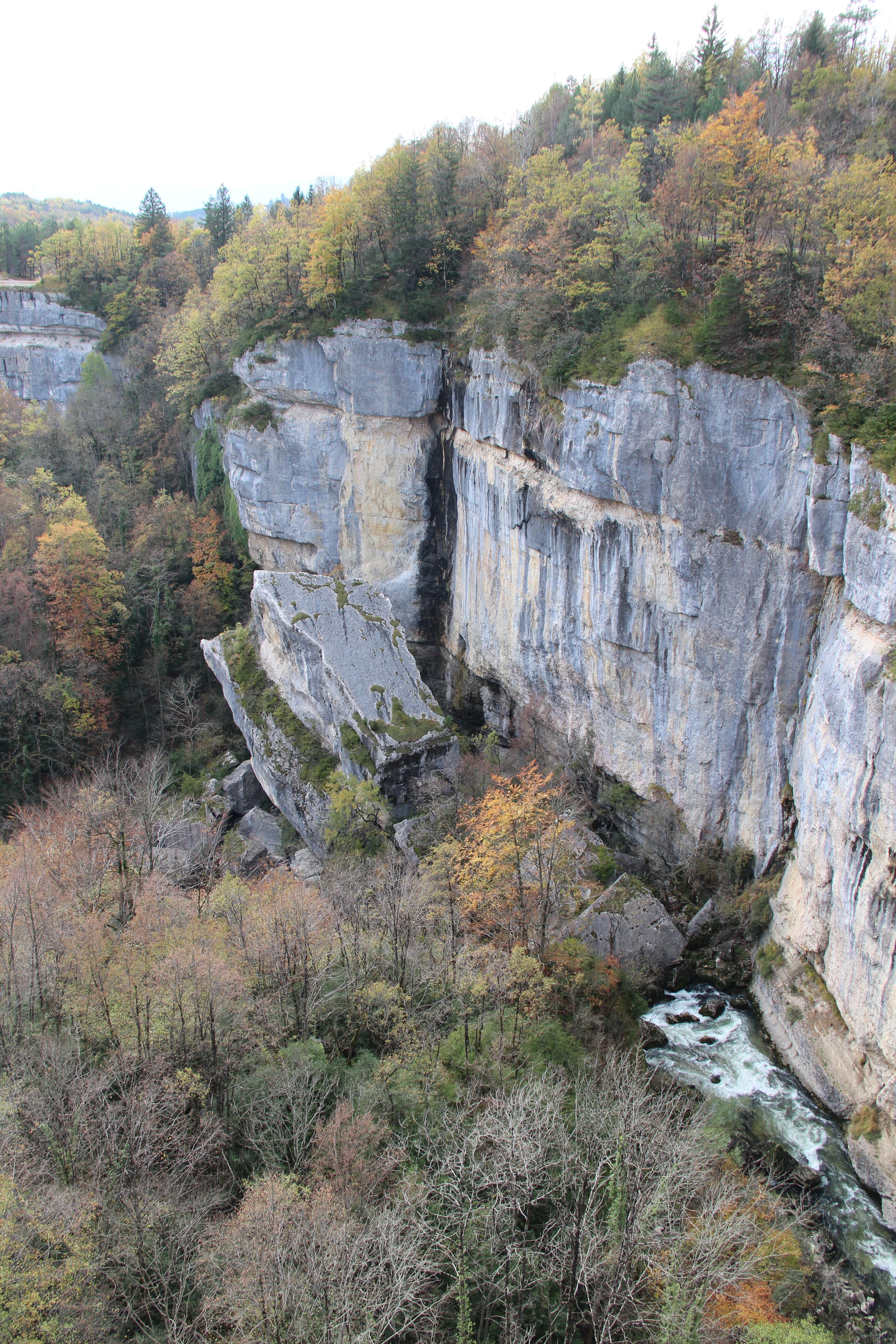
Valserine-Schlucht

Die Kirche der Unbefleckten Empfängnis in Confort wurde im 19. Jahrhundert erbaut. Von einer mittelalterlichen Burg sind Ruinen erhalten. Bei La Mulaz befindet sich der Pont des Pierres, eine 1954 erbaute Betonbogenbrücke, welche die Schlucht der Valserine in einer Höhe von rund 60 m überspannt.

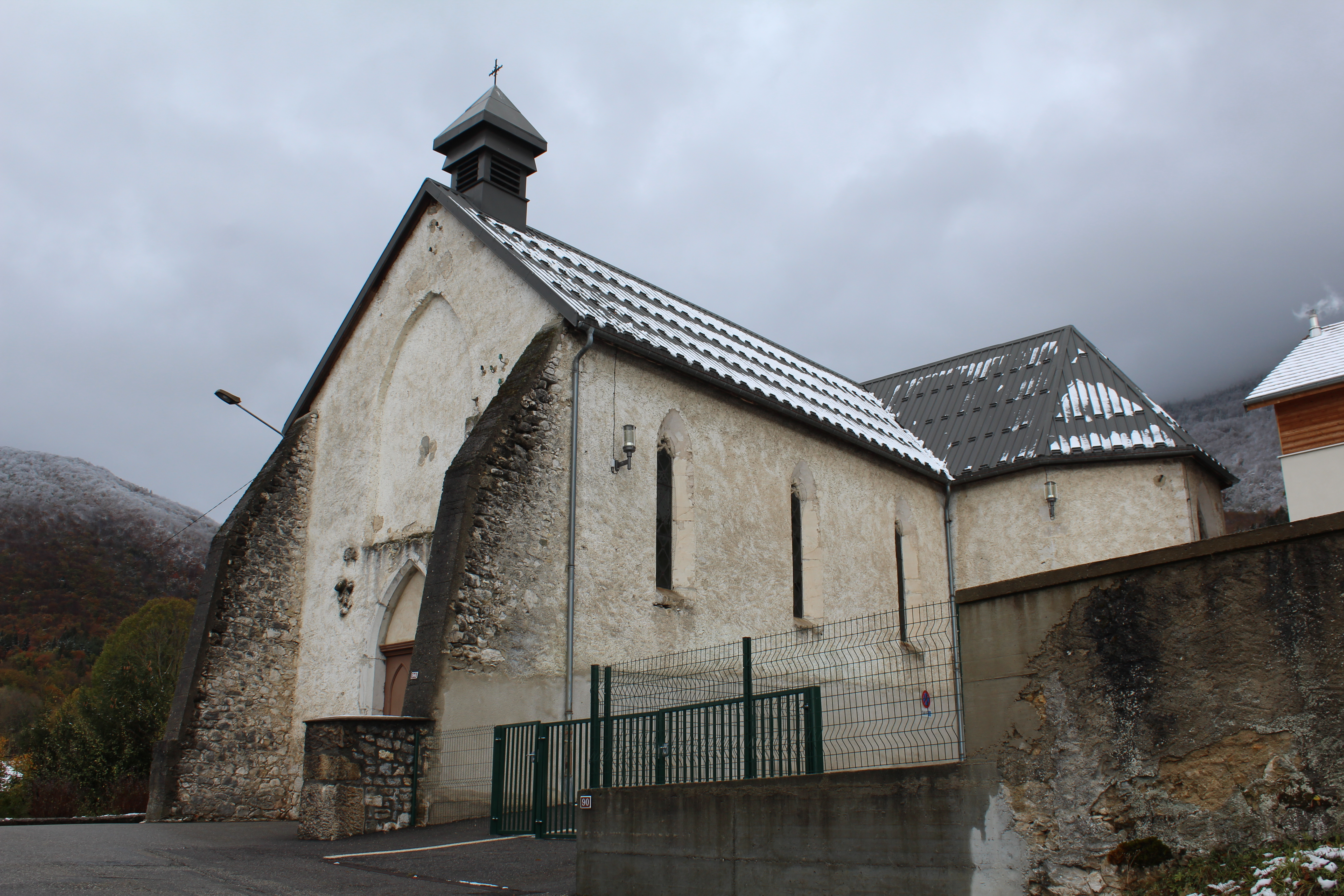
Kirche der Unbefleckten Empfängnis
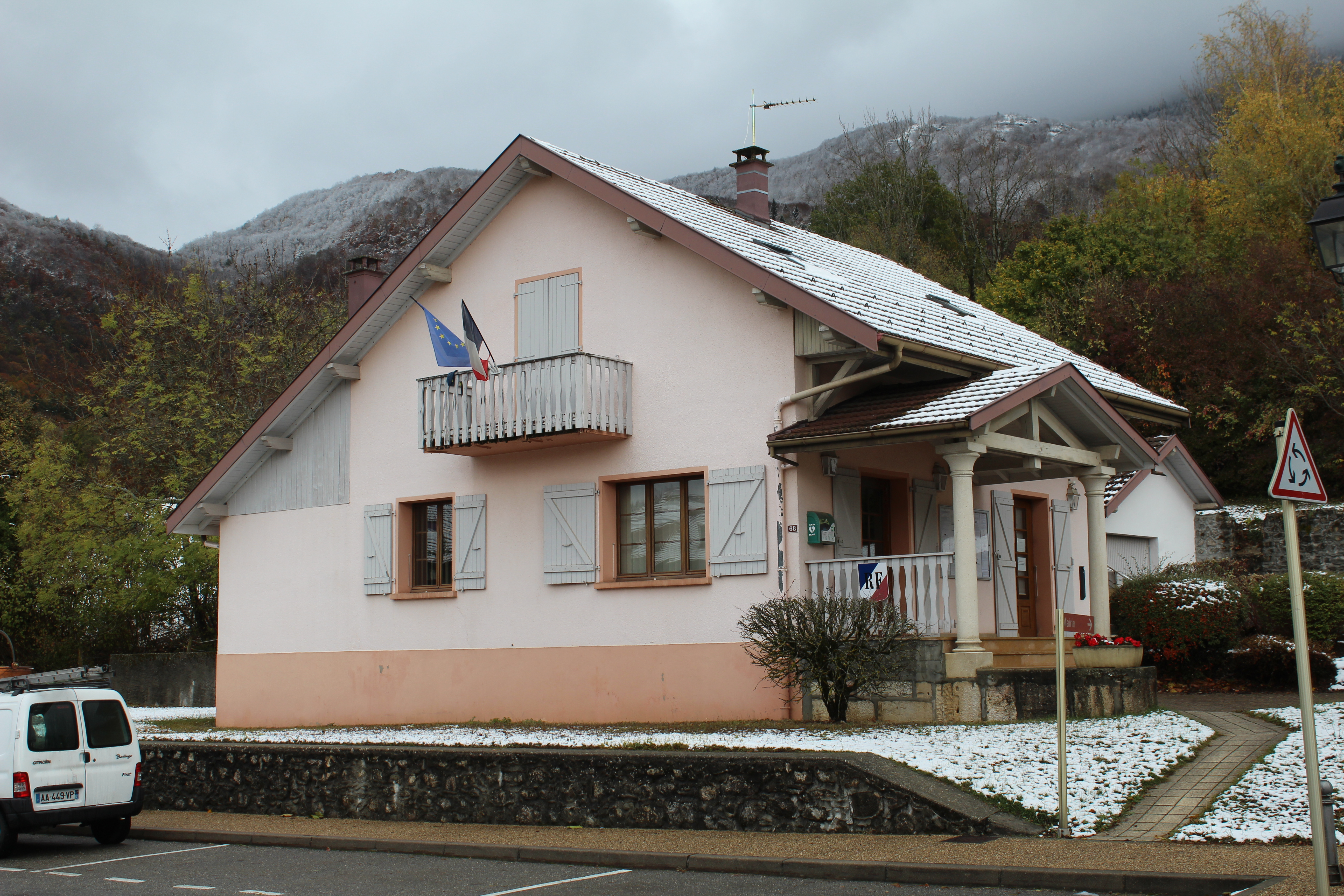
Rathaus (mairie)
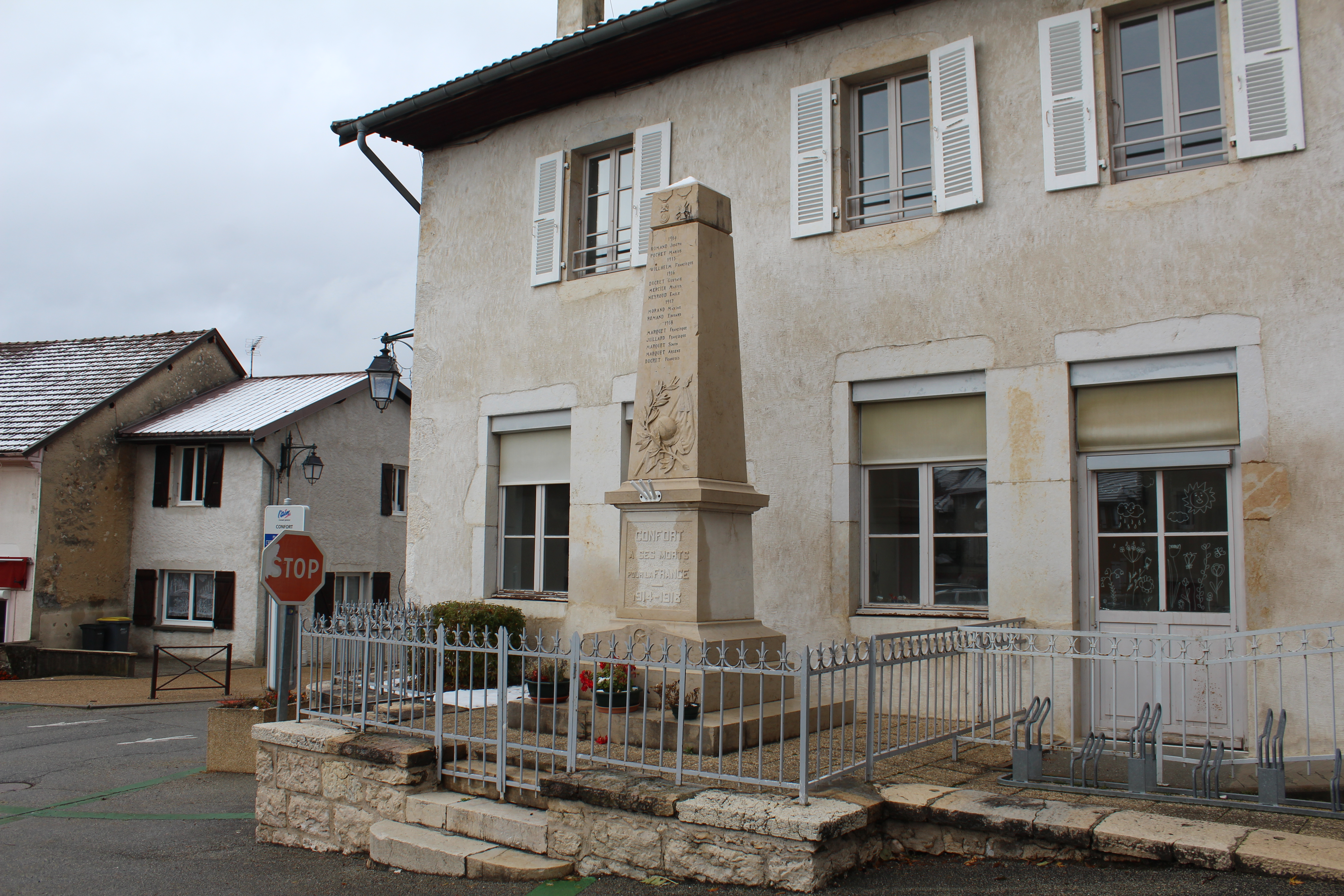
Gefallenendenkmal

## Wirtschaft und Infrastruktur
Confort war bis weit ins 20. Jahrhundert hinein ein vorwiegend durch die Landwirtschaft und Forstwirtschaft geprägtes Dorf. Heute gibt es einige Betriebe des lokalen Kleingewerbes. Zahlreiche Erwerbstätige sind Wegpendler, die in den größeren Ortschaften der Umgebung und hauptsächlich in Bellegarde-sur-Valserine ihrer Arbeit nachgehen.
Die Ortschaft liegt abseits der größeren Durchgangsstraßen an der Departementsstraße D 991, die von Bellegarde-sur-Valserine nach Mijoux führt. Weitere Straßenverbindungen bestehen mit Montanges und dem Wintersportort Menthières. Der nächste Anschluss an die Autobahn A 40 befindet sich in einer Entfernung von rund elf Kilometern.
In Confort befindet sich eine staatliche école primaire (Grundschule mit eingegliederter Vorschule).

## Persönlichkeiten
- Rosalie Rendu (1786–1856), selige Vinzentinerin, geb. in Confort